# ابن قبة الرازي
الشيخ أبو جعفر محمد بن عبد الرحمن بن قبة الرازي. هو رجل دين ومتكلَّم ومصنِّف شيعي من قدماء علماء الشيعة الإثني عشريَّة، وقيل أنَّه كان معتزلياً ثم صار إمامياً. ذكره ابن النديم في الفهرست قائلاً عنه: «أبو جعفر محمد بن قبة من متكلمي الشيعة وحذاقهم».
وذكر النجاشي نقلاً عن الحمدوني أنَّه قال أنَّه قد مضى إلى أبي القاسم البلخي ببلخ ومعه كتاب الإنصاف، فكتب البلخي المسترشد نقضاً عليه، وقدم الحمدوني الري فدفع النقض إلى ابن قبة فنقضه بكتاب المستثبت، وحمله مرَّة أخرى إلى أبي القاسم البلخي، فنقضه بكتابة نقض المستثبت، فقدم الحمدوني الري مرَّة أخرى ليوصل النقض إلى ابن قبَّة إلَّا أنه وجده قد توفي، وكان ذلك في أوائل المائة الرابعة. ونقل ذلك عنه محسن الأمين في أعيان الشيعة.

## مصنفاته
من مصنَّفاته المذكورة في تراجمه في المصادر وكتب التراجم والرجال:
| - الإنصاف في الإمامة. - المستثبت. كتبه رداً ونقضاً على كتاب المسترشد الذي كتبه أبو القاسم البلخي نقضاً على كتابه الأول الإنصاف. | - المسألة المفردة. كتاب في الإمامة. - الرد على الزيدية. في الرد على الفرقة الزيديَّة. - الرد على أبي علي الجبائي. |

### الكتب
- أعيان الشيعة. محسن الأمين، طبع بيروت - لبنان، تاريخ الطبع مفقود، منشورات دار التعارف.
- الذريعة إلى تصانيف الشيعة. آغا بزرگ الطهراني، طبع بيروت - لبنان، تاريخ الطبع مفقود، منشورات دار الأضواء.

### إشارات مرجعية
1. 1 2 3  
النجاشي، أبو العباس. رجال النجاشي. ص. 375. مؤرشف من الأصل في 2016-03-04.
2. ↑  
البغدادي، ابن النديم. الفهرست. ص. 225. مؤرشف من الأصل في 2019-06-04.
3. 1 2  
الأمين، محسن. أعيان الشيعة - ج1. ص. 135. مؤرشف من الأصل في 2019-12-10.
4. ↑  
الطهراني، آغا بزرگ. الذريعة إلى تصانيف الشيعة - ج2. ص. 396. مؤرشف من الأصل في 2019-12-16.
5. ↑  
الطهراني، آغا بزرگ. الذريعة إلى تصانيف الشيعة - ج21. ص. 1. مؤرشف من الأصل في 2019-12-16.
6. ↑  
الطهراني، آغا بزرگ. الذريعة إلى تصانيف الشيعة - ج20. ص. 394. مؤرشف من الأصل في 2019-12-16.
7. ↑  
الطهراني، آغا بزرگ. الذريعة إلى تصانيف الشيعة - ج10. ص. 200. مؤرشف من الأصل في 2019-12-16.
8. ↑  
الطهراني، آغا بزرگ. الذريعة إلى تصانيف الشيعة - ج10. ص. 180. مؤرشف من الأصل في 2019-12-16.